# Wilhelm von Tegetthoff
Wilhelm Freiherr von Tegetthoff (23. prosinca 1827. – 7. travnja 1871.), austrijski admiral. Smatran jednim od najistaknutijih pomorskih zapovjednika 19. stoljeća, Tegetthoff je bio poznat po svojoj inovativnoj taktici jednako kao i po svojem inspirativnom vodstvu.

## Rani život i karijera
Tegetthoff je rođen 23. prosinca 1827. u Marburgu (danas Maribor u Sloveniji) u Štajerskoj u Austriji kao sin Karla von Tegetthoffa, Oberstleutnanta u Austrijskoj vojsci. S majčine strane bio je u rodu s Johannom Kasparom Freiherr von Seiler, gradonačelnikom Beča od 1851. do 1861. Ušavši na Marinecollegium (Pomorsku akademiju) u Mlecima 1840., Tegetthoff je postao Seekadett 23. srpnja 1845. te je svjedočio prvim događajima talijanske revolucije u Mlecima 1848. – 1849. Vojni čin mu je dodijeljen prilikom diplomiranja 16. travnja 1849. kada je sudjelovao u blokadi Mletaka od svibnja do kolovoza 1849. Tegetthoff je promaknut u Fregattenleutnanta 16. lipnja 1851. i Linienschiffsleutnanta 16. studenog 1852.
Tegetthoff je primio svoje prvo zapovjedništvo nad ratnom škunom Elisabeth 1854. godine. To se zbilo u vrijeme intenzivnog prelaska austrijske ratne mornarice na parni pogon, koji je gorljivo zagovarao. Godine 1855. postavljen je za zapovjednika parobroda Taurus koji je patrolirao ušćem Sulina na Dunavu tijekom Krimskog rata. Ovom službom zapazio ga je nadvojvoda Ferdinand Maksimilijan Austrijski, Oberkommandant der Marine (visoki zapovjednik ratne mornarice). Promaknut u Korvettenkapitäna 1857., Tegetthoff je služio na poluslužbenoj znanstvenoj ekspediciji u Crvenom moru. Pokazavši izvanrednu diplomatsku i organizacijsku sposobnost, postavljen je u prosincu 1857. za časnika osoblja. Imenovan je 1858. zapovjednikom korvete Erzherzog Friedrich na obalama Maroka, tada u zbunjenom stanju nereda.
Talijanski ratni pohod iz 1859. pokazao je nesposobnost Austrijanaca za izazov francuske flote radi gospodarenja Jadranom. Povratkom mira Tegetthoff je pratio Ferdinanda Maksimilijana na putu u Brazil. Promaknućem u Fregattenkapitäna 27. travnja 1860. i Linienschiffskapitäna 23. studenog 1861. imenovan je zapovjednikom Levantskog skvadrona 1862. godine. U tom je svojstvu nadgledao Grčku revoluciju kojom je svrgnut kralj Otto I. te protuzapadnjačke nemire u Siriji.

## Kasne godine
U ožujku 1868. Tegetthoff je preuzeo dužnost zapovjednika mornaričkog odsjeka (Chef der Marinesektion) u Ministarstvu rata nove Dvojne Monarhije. Također je prihvatio položaj Marinekommandanta, kako se tada nazivao glavni administrativni časnik ratne mornarice. Unatoč značajnom otporu generalskog osoblja, hrabro je proveo potpunu reformu Austrougarske ratne mornarice, a njegove su reforme ostale na snazi sve do pada Donaumonarchie 1918. godine.
Tegetthoff je 1. travnja 1868. imenovan Geheimratom (tajnim savjetnikom) i članom Herrenhausa (Gospodskog doma) s titulom Freiherra (baruna).
Tegetthoff je iznenada preminuo od upale pluća 7. travnja 1871. u Beču u dobi od 43 godine. Njegov se grob nalazi na groblju St. Leonhard u Grazu. Na čelu mornaričke administracije naslijedio ga je Friedrich von Pöck.

## Spomenici
Spomenici Tegetthoffu podignuti su u Mariboru, Beču i Puli. Spomenik u bečkom Pratersternu sastoji se od stupa na čijem se vrhu nalazi brončani kip Tegetthoffa visok 8 metara autora Karla Kundmanna. Spomenik u Puli, također Kundmannov rad, podignut je 1877. a sastojao se od brončanog kipa Tegetthoffa kojeg su podupirale brončane mitološke figure. Pula je došla pod talijanski suverenitet 1919. godine, a 1935. spomenik je preseljen u Graz.
Tegetthoff je prikazan na austrijskoj poštanskoj marki iz 1935. i na kovanici od 20 eura izdanoj 2004.
Brodovi nazvani u čast Tegetthoffu bili su:
- Arktički istraživački brod SMS Tegetthoff (1872).
- Oklopni ratni brod SMS Tegetthoff (1878) -- preimenovan u SMS Mars 1912. godine
- Dreadnought bojni brod SMS Tegetthoff (1912).

Od spomenutih brodova prvi se koristio za arktičku ekspediciju iz 1872. – 1874. pod vodstvom Juliusa von Payera i Karla Weyprechta koji su otkrili Zemlju Franje Josipa 1873. godine. Prvo otkriće ekspedicije nazvano je Rt Tegetthoff.

## Više informacija
- Wilhelm von Tegetthoff je iza sebe ostavio takvu baštinu da je izabran kao motiv nedavne komemorativne kovanice: kovanica od 20 eura S.M.S. Erzherzog Ferdinand Max izdana je 15. rujna 2004. Naličje kovanice pokazuje Kontraadmirala prema slici Antona Romaka kako stoji na mostu broda S.M.S. Erzherzog Ferdinand Max. Ispred njega četiri mornara se bore s kolom kormila kao da žele dovesti brod u željeni položaj.
- Austrougarska ratna mornarica — ratna mornarica nakon Ausgleicha iz 1867 kada je stvorena Dvojna Monarhija
- SMS Tegetthoff — austrougarski dreadnought ratni brod
- Viška bitka za detaljniji opis njegove najslavnije pomorske bitke.

## Vanjske poveznice
- Wilhelm Freiherr von Tegetthoff  Arhivirana inačica izvorne stranice od 2. rujna 2014. (Wayback Machine)

## Terminološka bilješka
- Obzirom na osobna imena, Freiherr nije prvo niti srednje ime, već titula koja se prevodi kao barun. Ženski oblici titule su Freifrau, Freiin ili Freiherrin.

| vojne službe                              | vojne službe                                             | vojne službe                  |
| ----------------------------------------- | -------------------------------------------------------- | ----------------------------- |
| prethodnik Ludwig Ritter von Fautz (v.d.) | zapovjednik mornarice ožujak 1868. – travanj 1871.       | nasljednik Friedrich von Pöck |
| prethodnik Ludwig Ritter von Fautz        | načelnik Mornaričke sekcije ožujak 1868. – travanj 1871. | nasljednik Friedrich von Pöck |